# صورة العالم (حاجي خليفة)

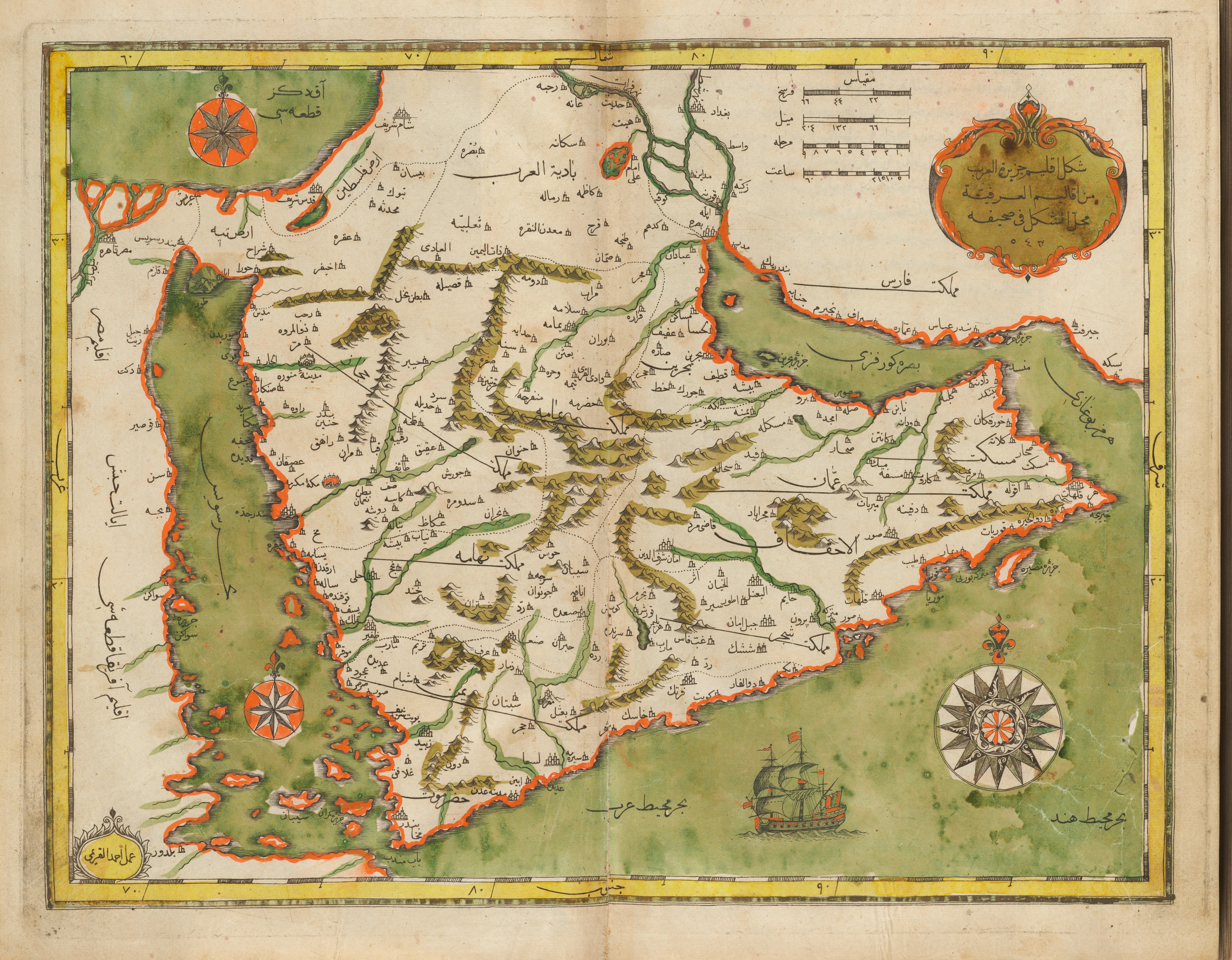
خريطة تعود لِسنة 1732م، من كتاب جهان نام (صورة العالم) الموضوع بإستانبول عاصمة الدولة العُثمانيَّة، بِيد حاجي خلفية (1609-1657). الخريطة بالتركية العثمانية، وقد طبعها إبراهيم مُتفرِّقة.

صورة العالم واسمه بالتركية جهان‌ نما كتاب لمصطفى بن عبد الله القسطنطيني المعروف بـحاجي خليفة صاحب كشف الظنون

## فكرة الكتاب
عزم حاجي خليفة على تأليف كتابه جهان نما لما انخرط في حرب كريت التي شارك فيها، إذ بدأ يطالع كتب الجغرافيا ويدرس الخرائط، ثم شرع في الكتابة بعد عودته من الحرب. وكان ذلك في عام 1648، حيث بدأ في تدوين الكتاب، لكنه توقف لفترة قصيرة، ثم عاد لإعادة صياغته عام 1654. واستمر في العمل عليه حتى وفاته عام 1657.
وما أتيح للمؤلف أن يكمل كتابه، لكنه أثار اهتماماً كبيراً في زمنه لما احتواه من ترجمات مأخوذة من الغرب، ومصادر متنوعة استخدمت في تأليفه. بيد أن شهرته الحقيقية لم تظهر إلا بعد أن قام إبراهيم متفرقة، رائد الطباعة العثمانية، بنشر الكتاب عام 1732، حيث أضاف إليه إضافات بلغ مجموعها 325 صفحة، بينما بلغ حجم الكتاب بأكمله حينها 698 صفحة.
وكانت هذه النسخة المنشورة الحادية عشرة في سلسلة كتب متفرقة، وقد اكتسبت أهمية كبيرة، لا سيما أن الكتابة الأولى للكتاب كانت تعد نقطة انتقالية بين العصور الكلاسيكية والحديثة في علم الجغرافيا التركي.
وأعيد طبع هذا العمل مرة أخرى عام 2008 عن طريق دار نشر التركية بويت، مع إدخال تعديلات جديدة على محتواه، ليظل الكتاب شاهداً على أحد أبرز إنجازات حاجي خليفة في مجال الجغرافيا والخرائط.